# Eugène Carrière
Eugène Carrière (Gournay-sur-Marne, 18 de enero de 1849 - París, 27 de marzo de 1906) fue un pintor simbolista y litógrafo francés.
Discípulo de Alexandre Cabanel, residió en París a partir de 1869. Tuvieron renombre sus obras inspiradas en el tema de la maternidad, y sus retratos (Paul Verlaine, Alphonse Daudet, Anatole France), cuadros brumosos tratados siempre de una forma literaria. Es conocido por su paleta monocromática de color marrón. Era amigo de Rodin y su obra influyó en Matisse y Picasso.

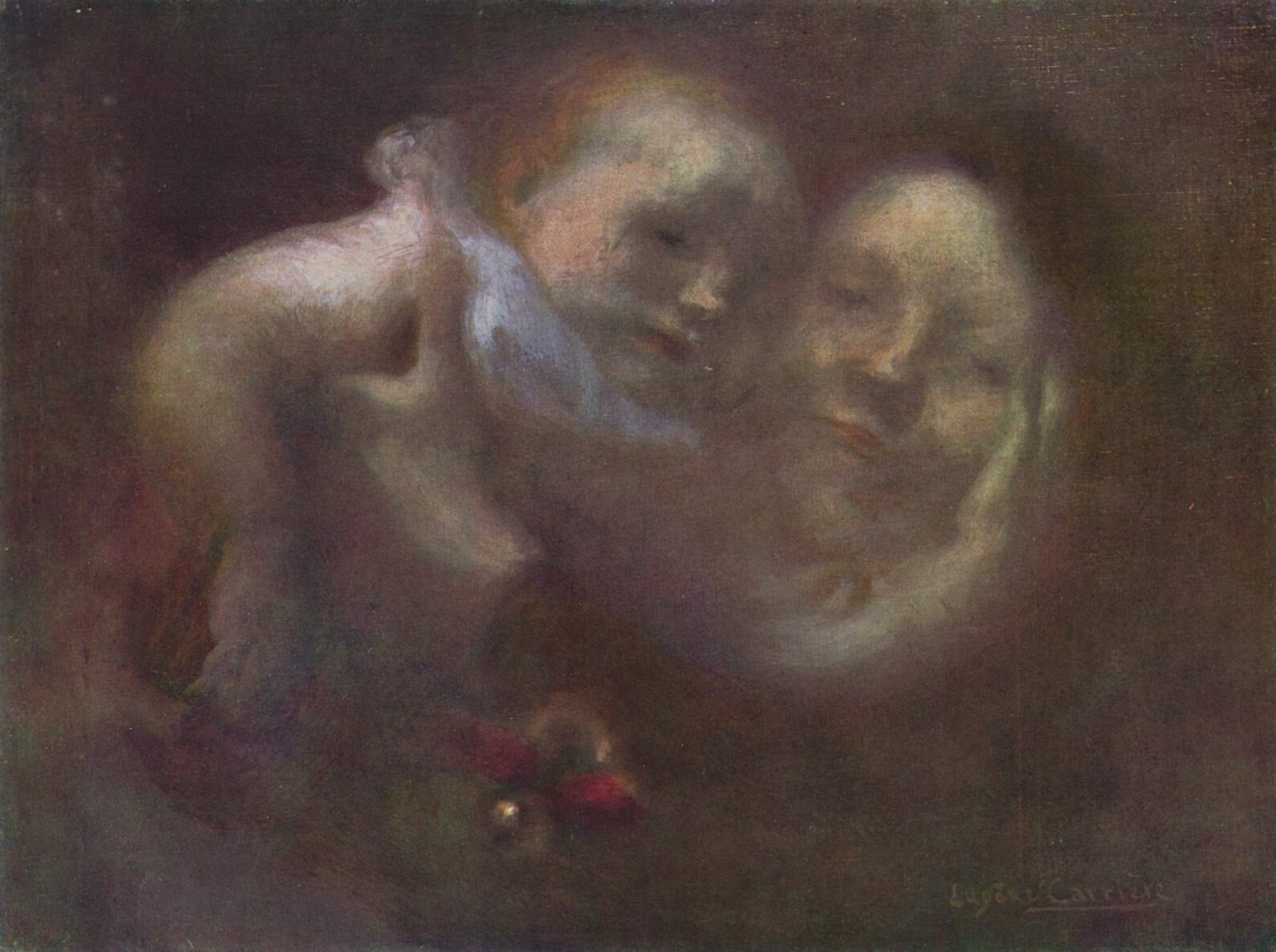
Maternidad (c. 1890)
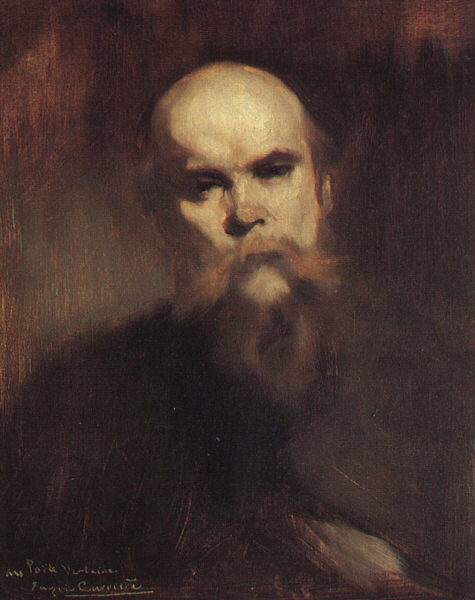
Retrato de Paul Verlaine (1890)
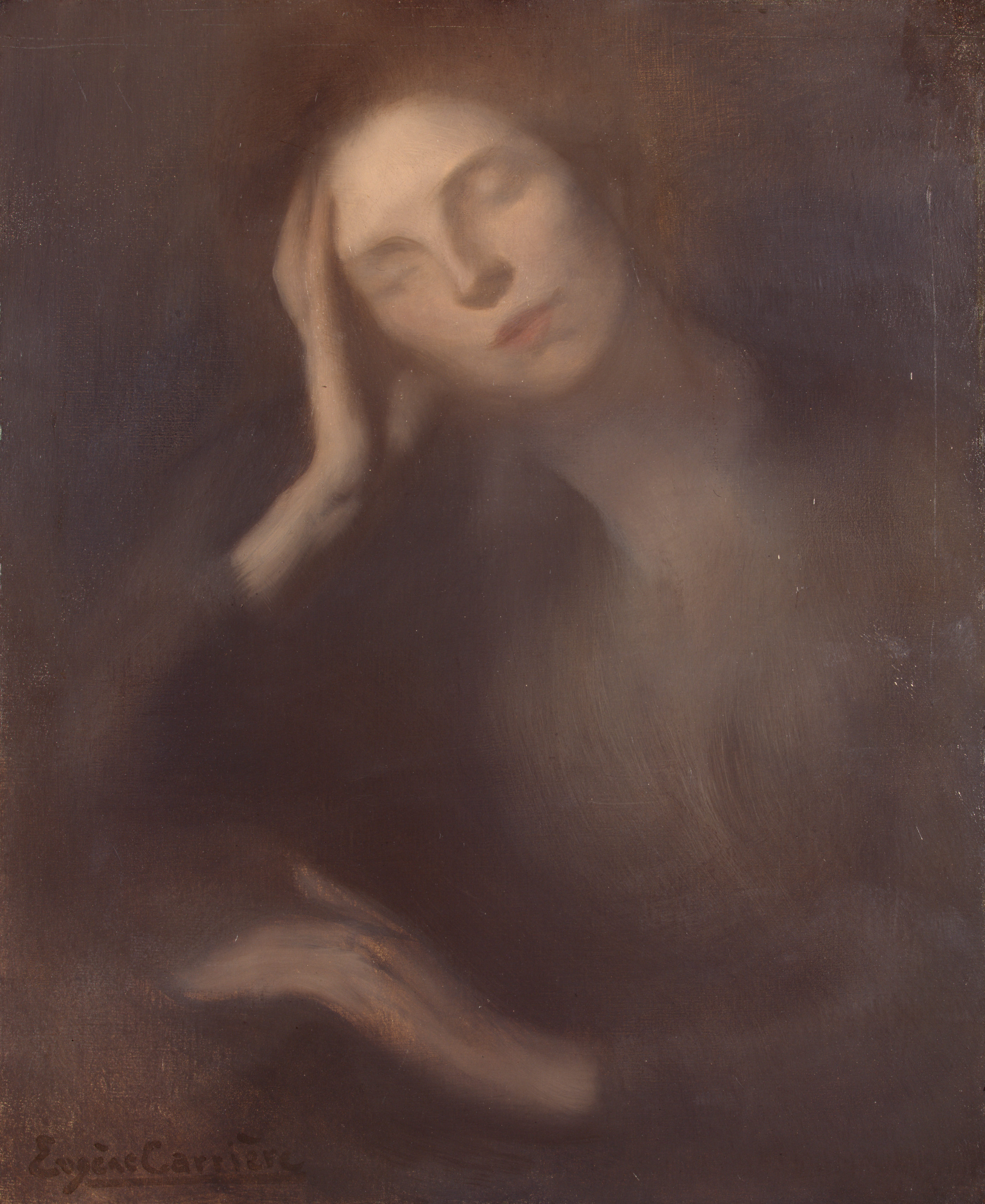
Mujer acodada en la mesa (1893)